# کنکورد (متروی پاریس)
کنکورد (انگلیسی: Concorde) یکی از ایستگاه‌های خط ۱، خط ۸ و خط ۱۲ متروی پاریس است که در میدان کنکورد واقع شده و در سال ۱۹۰۰ تأسیس شده‌است.